# 15 Pułk KBW Ziemi Opolskiej

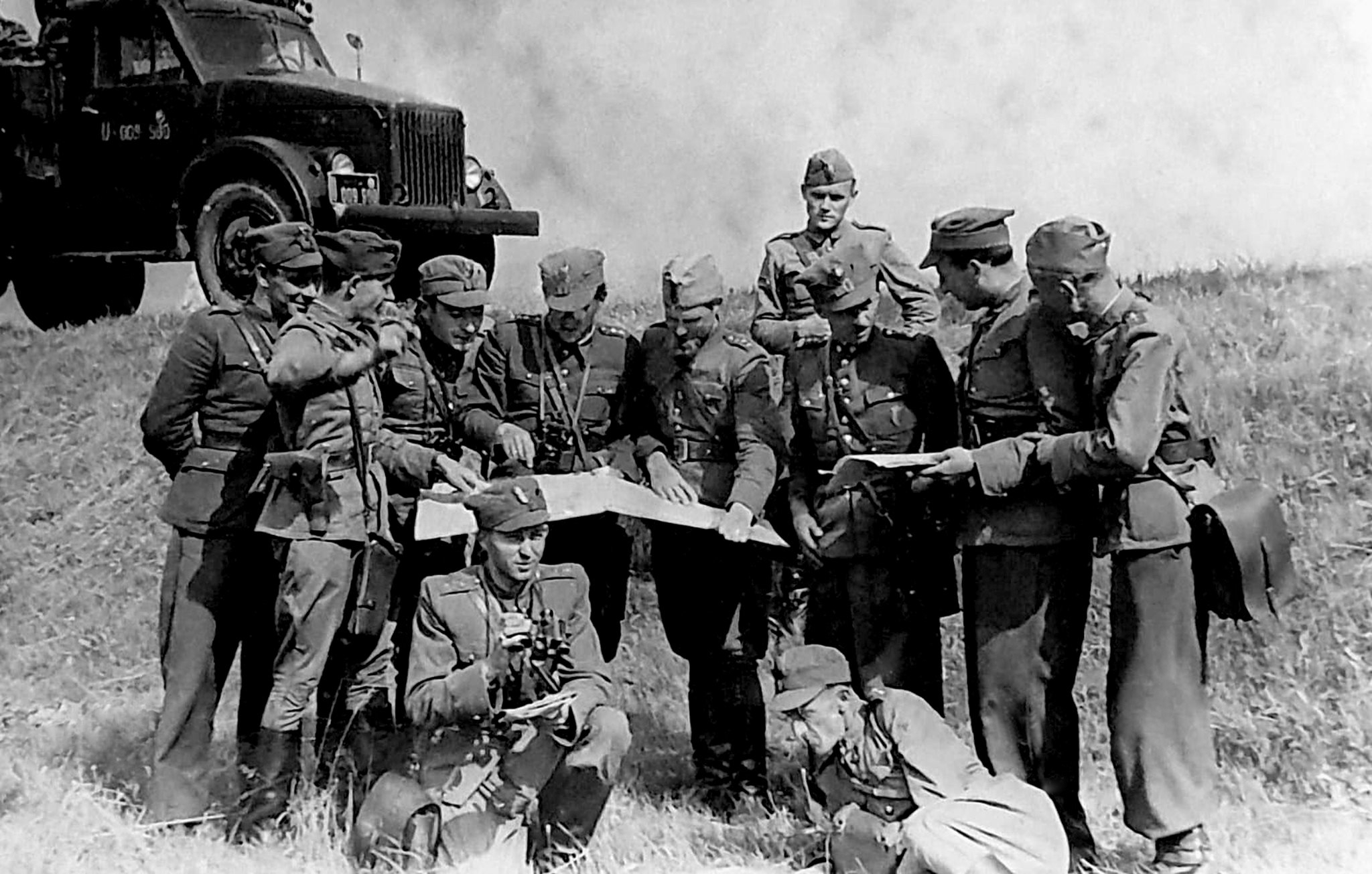
Oficerowie jednostki wojskowej z Prudnika na mapie oceniają sytuację taktyczną. W głębi samochód FSC Lublin-51 – poligon garnizonowy „Wzgórze 108” (1950–1959)

15 Pułk KBW Ziemi Opolskiej – zlikwidowany pułk Korpusu Bezpieczeństwa Wewnętrznego.

## Formowanie i zmiany organizacyjne

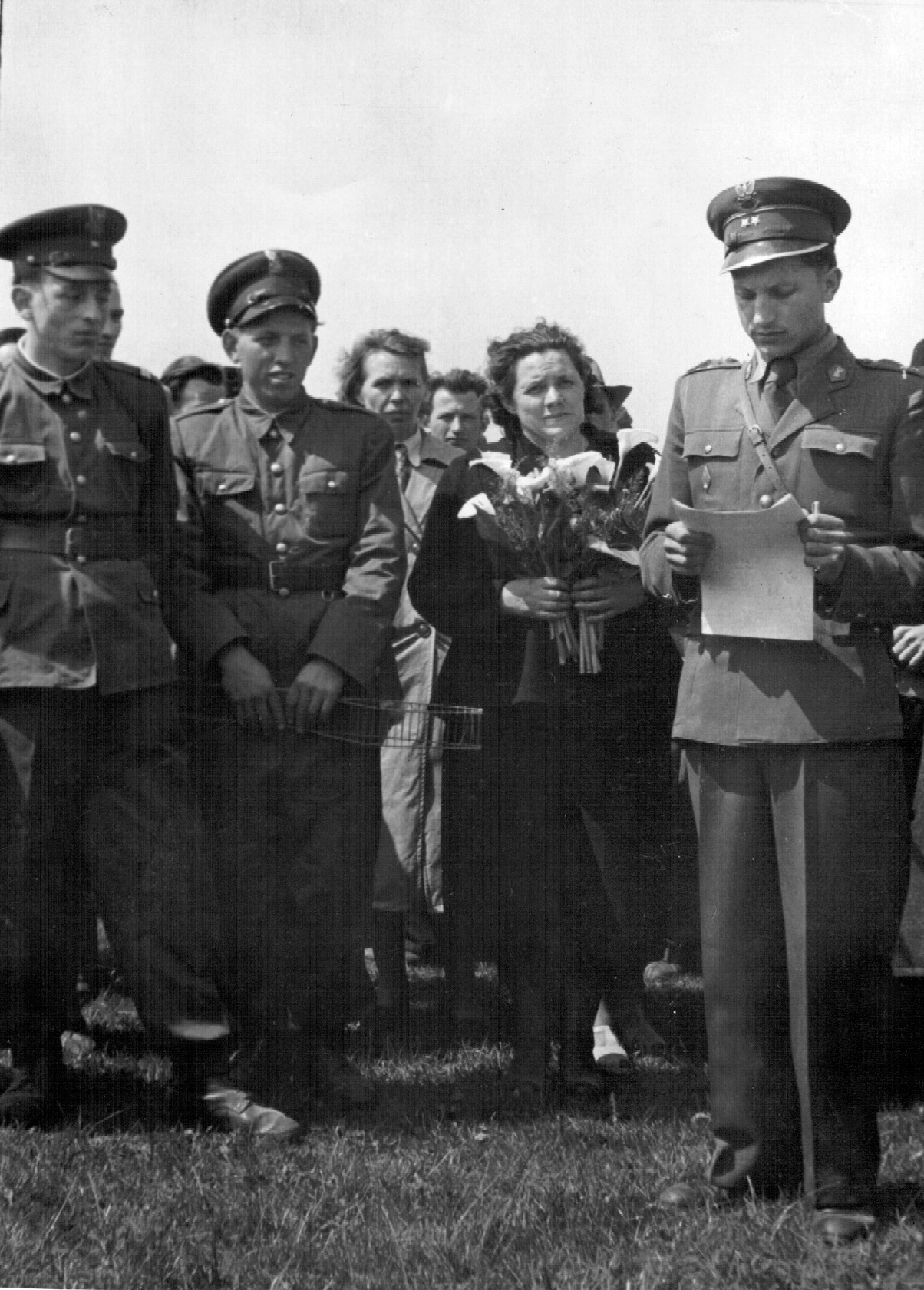
Żołnierze jednostki wojskowej z Prudnika (1954)

Pułk został sformowany w 1949 w garnizonie Prudnik.
W 1950 roku został sformowany 15 Samodzielny Batalion KBW JW 1708. Pierwszym d-cą batalionu był mjr Józef Lipiński. Organizatorem jednostki od początku jej istnienia był przybyły z 1 Mazowieckiej Brygady KBW w Górze Kalwarii kpt. Kazimierz Zabór z-ca d-cy jednostki ds. liniowych.
21 stycznia 1951 roku przybyła kompania z 2 Podlaskiej Brygady KBW z Białegostoku pod dowództwem por. Juliana Wieczystego w sile 162 żołnierzy. Za ww. kompanią  przybyła kompania z 14 Mazurskiego Pułku KBW z Olsztyna, z Opola przybyły ekipy wojska aby przygotować pierwsze budynki do zakwaterowania wojska.
W okresie wrzesień 1951–1971 funkcjonowała Szkoła Podoficerów Łączności KBW JW 3162. Szkoła była w składzie od 3 do 5 kompanii szkolnych.
Struktura organizacyjna PSŁ KBW:
- komenda szkoły
- 3 kompanie elewów
- 1 kompania KOR
- pododdziały zabezpieczenia.

Jednostka szkoliła się rytmicznie i raz w roku wcielała nowych żołnierzy oraz dokonywała promocji podoficerów i podchorążych. Na przełomie 1965/1966, została przeformowana na 68 Batalion Łączności Wojsk Obrony Wewnętrznej (1967–1976) i nadano jej nr JW 2882. Po licznych reorganizacjach, w marcu 1969 roku została zorganizowana w Węgrzcach koło Krakowa.
24 września 1953 roku 15 Samodzielny Batalion KBW został przemianowany na 15 Pułk KBW Ziemi Opolskiej.
W październiku 1954 roku została zorganizowana kompania Podoficerskiej Szkoły Piechoty (PSP) z rocznika 1934. Komendantem został por. Wacław Sztop.
24 października 1955 roku pułk otrzymał sztandar ufundowany przez społeczeństwo miasta i powiatu prudnickiego. Na uroczystej zbiórce całego garnizonu, sztandar wręczył przewodniczący Powiatowej Rady Narodowej – Fabiański.
Pułk był właścicielem klubu sportowego Kabewiak Prudnik.
15 Pułk KBW Ziemi Opolskiej został rozformowany w 1966 roku.
Na podstawie zarządzenia szefa Sztabu Generalnego Wojska Polskiego Nr 0170/Org. z dnia 22 grudnia 1966 roku na bazie 15 Pułku KBW Ziemi Opolskiej sformowano 15 Pułk Wojsk Obrony Wewnętrznej.

## Wydarzenia

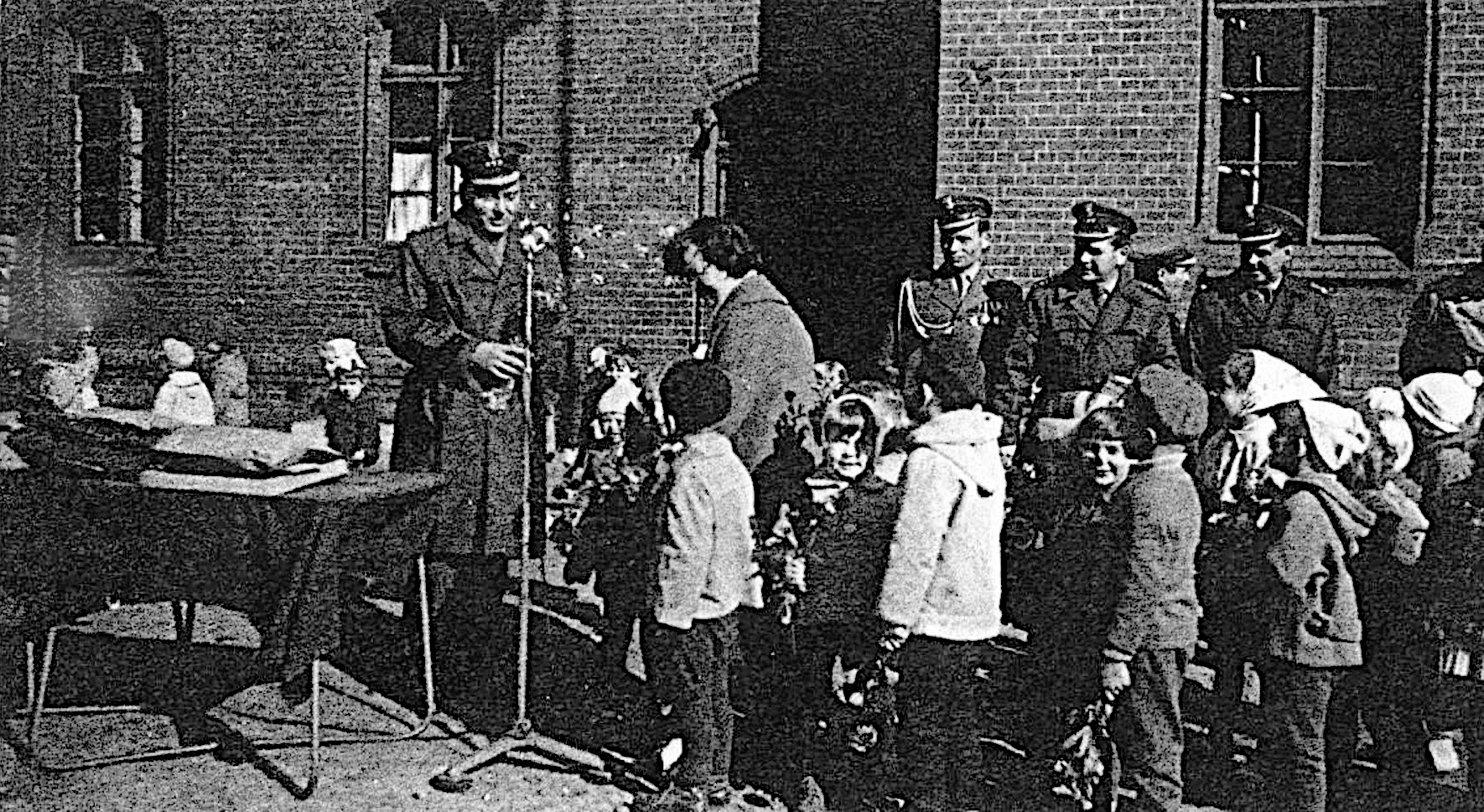
Z okazji Święta 22 lipca koszary JW 1708 odwiedziły dzieci z prudnickich przedszkoli (lipiec 1965)

- 1950 – grudzień, 15 Samodzielny Batalion KBW zabezpieczał przebieg wymiany pieniądza w Polsce[3].
- 1957 – lipiec, jednostka po raz pierwszy organizowała 10. dniowe szkolenie z całym jej składem na poligonie w rej. miejscowości Kliczków. Na poligon udała się transportem kolejowym. Szkolenie poligonowe z całym składem kierował d-ca jednostki ppłk Jan Szeliga ze swym zastępcą ds. liniowych mjr. Baranowskim i z-cą ds. politycznych ppłk. Popławskim. Powracającą jednostkę uroczyście witało miasto i społeczeństwo powiatu prudnickiego[5].
- 1961 – lipiec–sierpień, kompania saperów przebywała na rozminowaniu. Szef Służby Inżynieryjno–Saperskiej kpt. Kujawa wykazał, że kompania w ww. okresie usunęła i zlikwidowała: bomby lotnicze – 74 szt., pociski artyleryjskie – 70000 szt., miny przeciwpiechotne i przeciwczołgowe – 483 szt., granaty ręczne – 635 szt., pięści pancerne – 350 szt., różne pociski – 12500 szt., materiały wybuchowe – 1400 kg, działa przeciwlotnicze – 3 szt., moździerze – 27 szt., broń strzelecka – 8650 szt.[5].
- Pułk wykorzystywano do prac polowych w czasie żniw i akcji zbierania płodów rolnych w powiecie głubczyckim i innych na terenie województwa opolskiego[5].

## Oficerowie pułku

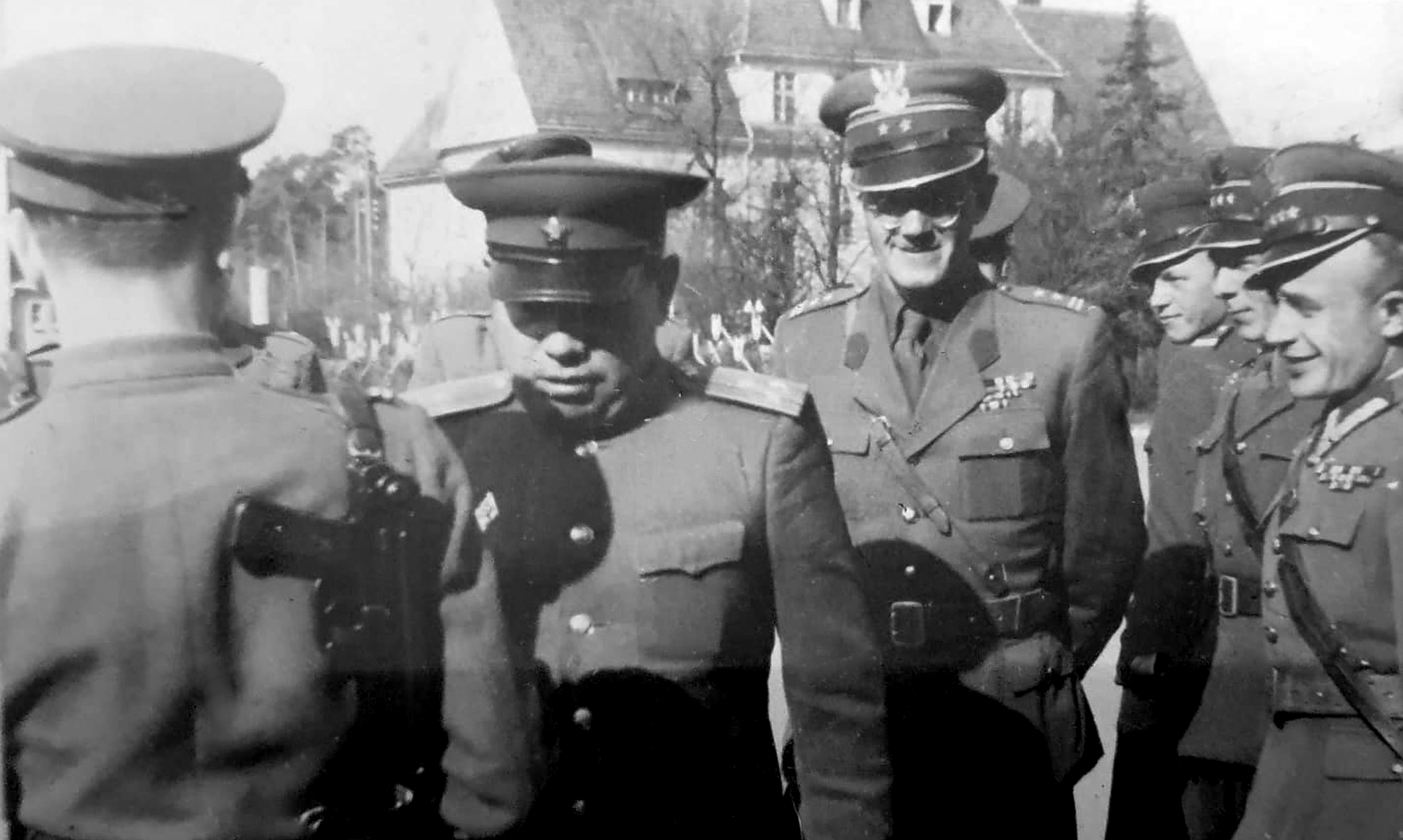
Oficerowie jednostki wojskowej z Prudnika, z wizytującym oficerem radzieckim na terenie prudnickich koszar (1950–1959)

### Dowódcy pułku
- mjr Józef Lipiński (1951–1952) – d-ca 15 Samodzielnego Batalionu KBW[6]
- mjr Tadeusz Sroczyński (23.06.1952[b]–30.09.1953)[7][8] – d-ca 15 Samodzielnego Batalionu KBW[6].
- mjr/ppłk Tadeusz Sroczyński (01.10.1953[6]–13.12.1954)[7]
- ppłk/płk Jan Szeliga (1955–1959) i (1962–1966)[6].

### Podoficerska Szkoła Łączności KBW
Komendanci PSŁ KBW:
- mjr Tadeusz Regulski (09.1951–1954)
- kpt. Jan Gorzelnik p.o. (1954–1955)
- mjr/ppłk Tadeusz Regulski (1955–1962)[c]
- ppłk Hieronim Zemski[d] (1962–1966)[e].

Obsada personalna Podoficerskiej Szkoły Łączności w 1951:
- mjr Tadeusz Regulski – komendant
- kpt. Bolesław Chalenda – z-ca k-nta szkoły ds. politycznych
- por. Hieronim Pertkiewicz – kierownik sekcji ogólnowojskowej.

## Upamiętnienie
Tablica pamiątkowa, poświęcona żołnierzom i pracownikom cywilnym byłych jednostek wojskowych stacjonujących w koszarach przy ul. Dąbrowskiego w Prudniku. Uroczystość odsłonięcia tablicy odbyła się o godz. 10.00 19 maja 2007 roku. Inicjatorem przedsięwzięcia było Stowarzyszenie Integracji Rodzin Wojskowych Kadry Zawodowej byłego Garnizonu w Prudniku i Koło Miejsko-Gminne Związku Byłych Żołnierzy Zawodowych i Oficerów Rezerwy Wojska Polskiego w Prudniku.

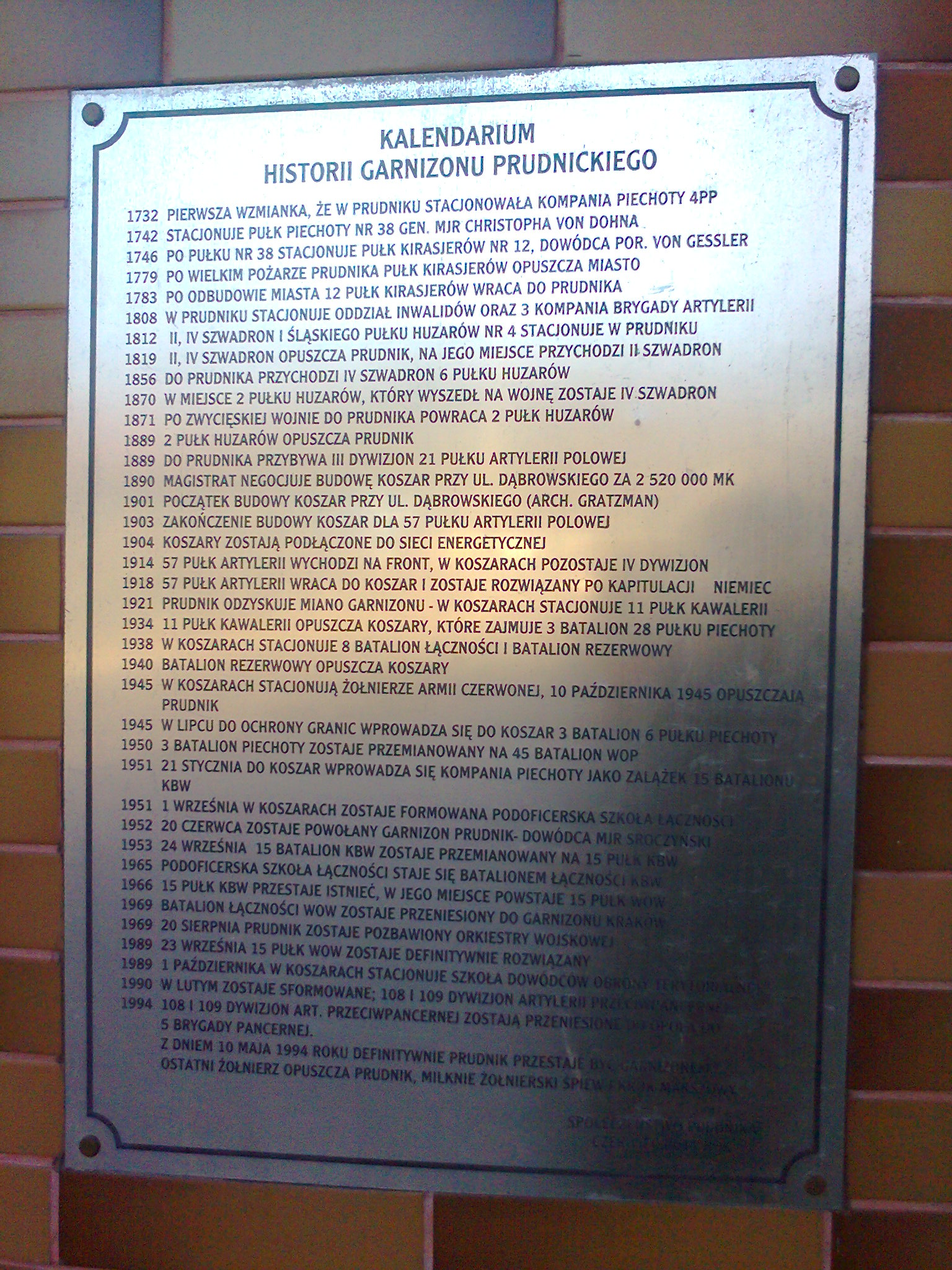
Kalendarium historii garnizonu prudnickiego (grudzień 2013)
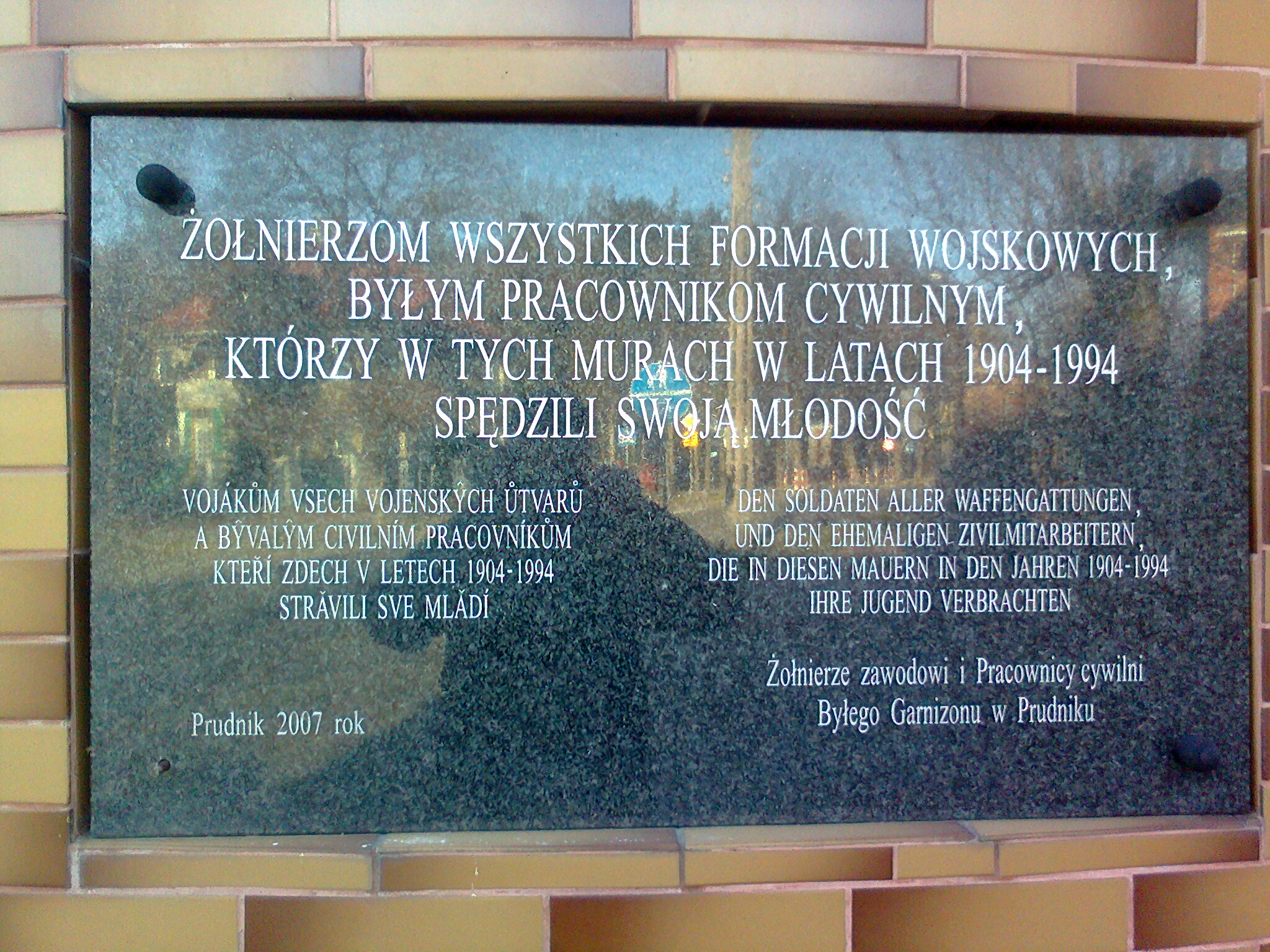
Tablica pamiątkowa (grudzień 2013)
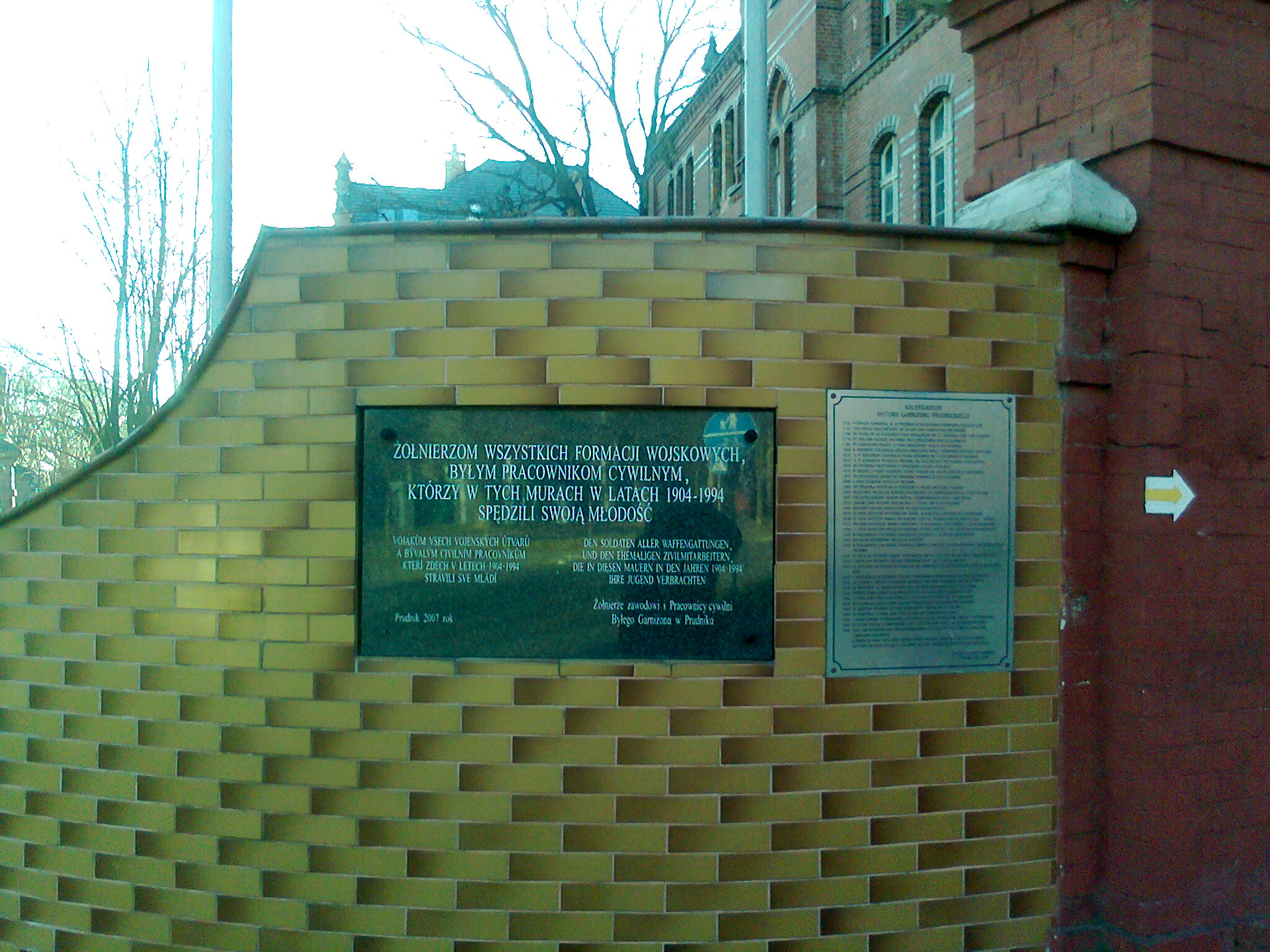
Tablica pamiątkowa i kalendarium garnizonu przy bramie wjazdowej, widok od ul. Dąbrowskiego (grudzień 2013)